# Saison 8 des Enquêtes de Murdoch
Chronologie
Saison 7 Saison 9
La huitième saison des Enquêtes de Murdoch est constituée de dix-huit épisodes.

## Synopsis
Malgré son amour de la justice, Murdoch veut se consacrer à celle qu'il aime plus que tout, Julia. Mais lorsque Julia accepte d'épouser le jeune inspecteur, elle ne souhaite pas pour autant mettre fin à sa carrière scientifique. Elle continue de se battre pour la cause des femmes et soutient les suffragettes de Toronto.

## Distribution

### Acteurs principaux
- Yannick Bisson (VF : Jean-Philippe Puymartin) : Détective William Murdoch
- Thomas Craig (VF : Patrice Dozier) : Inspecteur Thomas Brackenreid
- Jonny Harris (VF : Luc Arden) : Agent George Crabtree
- Hélène Joy (VF : Dominique Westberg) : Dre Julia Ogden
- Georgina Reilly (VF : Barbara Delsol) : Dre Emily Grace
- Lachlan Murdoch (VF : Philippe Bozo) : Agent Henry Higgins

### Acteurs récurrents
- Arwen Humphreys (VF : Marie-Laure Dougnac) : Margaret Brackenreid (3 épisodes)
- Kristian Bruun (VF : Cédric Dumond) : Agent Augustus « Slugger » Jackson (6 épisodes)
- Jayden Greig (en) : Bobby Brackenreid (2 épisodes)
- Nicole Underhay (VF : Dorothée Jemma) : Margaret Haile (7 épisodes)
- Percy Hynes White (VF : Céline Ronté) : Simon Brooks (7 épisodes)
- Patricia Fagan (VF : Sylvie Jacob) : Clara Brett Martin (3 épisodes)
- Sara Mitich (VF : Pauline Moingeon-Vallès) : Lillian Moss (7 épisodes)
- Tamara Hope (VF : Edwige Lemoine) : Edna Brooks (8 épisodes)

### Invités
- Peter Keleghan (VF : Lionel Henry (acteur)) : Terrence Meyers
- Nigel Bennett (VF : Georges Claisse) : Percival Giles, Chef du service de police
- Giacomo Gianniotti (VF : Geoffrey Vigier) : Leslie Garland
- Charles Vandervaart (VF : Maxime Baudouin) : John Brackenreid
- Steven Ogg (VF : Boris Rehlinger) : Bat Masterson
- Marty Moreau : Theodore Roosevelt
- David Storch (VF : Philippe Peythieu) : Thomas Edison
- Scott Beaudin : Thomas Edison Jr.
- Andrew Chapman : W. C. Fields
- Brock Morgan : Tom Thomson

## Liste des épisodes
1. Sur les docks, Première partie
2. Sur les docks, Deuxième partie
3. Gloire passée
4. De la fugue à la valse
5. Lune de miel à Manhattan
6. Une admiration sans limites
7. Un loup dans la bergerie
8. Haute Tension
9. La mascarade des perdreaux
10. Murdoch et le temple de la mort
11. Tout ce qui brille
12. Le diable s'habille en corset
13. Les incurables
14. Le gang des longs jupons
15. L'habit ne fait pas le moine
16. Un mythe s'écroule
17. Un vote à couper le souffle
18. L'inspecteur perspicace

### Épisode 1:Sur les docks, Première partie
- Canada : 6 octobre 2014 sur CBC
- France : 23 août 2015 sur France 3

- Canada : 0.94 millions de téléspectateurs
- France : 3.44 millions de téléspectateurs

- Patrick McKenna : Inspecteur Hamish Slorach
- Trenna Keating : Kathleen King
- Jo Joyner : Cecily McKinnon
- Jonathan Llyr : Mick O'Shea
- Nick Nolan : Tim O'Shea
- Chad Allen : Ouvrier principal du quai
- Jarrod MacLean : Richard Dawkins
- Tracey Ferencz : Mme. Dawkins
- Murray Furrow : Lionel Jeffries
- Caleb Cosman : Arthur Blake
- Danielle Benton : Brenda Blake
- Annie Briggs : Eileen
- Peter Deiwick : Mari d'Eileen
- Paul Miller (en) : Député provincial Eldon Joseph Foster
- Patrick Creery : Procureur de la Couronne
- Glen MacDonald : Avocat de la défense
- Nathan Hoppe : Agent McNabb (non-crédité)
- Dax Ravina : Ridgeway (non-crédité)
- Thom Sears : Agent Evans (non-crédité)

### Épisode 2:Sur les docks, Deuxième partie
- Canada : 13 octobre 2014 sur CBC
- France : 23 août 2015 sur France 3

- Canada : 1.03 millions de téléspectateurs
- France : 3.41 millions de téléspectateurs

- Patrick McKenna : Inspecteur Hamish Slorach
- Jo Joyner : Cecily McKinnon
- Trenna Keating : Kathleen King
- Adrian Griffin : Juge
- James Downing : Procureur de la Couronne Atkinson
- Tracey Ferencz : Mme. Dawkins
- Murray Furrow : Lionel Jeffries
- Caleb Cosman : Arthur Blake
- Marta Legrady : Dóra Slorach
- Aniko Kaszas : Zsuzsanna Gulyás
- Jeff Christensen : Capitaine du navire
- Dax Ravina : Mr. Ridgeway
- Shawn Devlin : Marchand
- Andrea Blakey : Femme
- Jonathan Llyr : Mick O'Shea
- Nick Nolan : Tim O'Shea
- Jarrod MacLean : Richard Dawkins (non-crédité)

### Épisode 3:Gloire passée
- Canada : 20 octobre 2014 sur CBC
- France : 30 août 2015 sur France 3

- Canada : 0.91 millions de téléspectateurs
- France : 3.27 millions de téléspectateurs

- Anthony Lemke : Père Clements
- Rod Wilson : Hiram Claxon
- Dan Fox : Liam Claxon
- Andrew Butcher : Walter Claxon
- Milton Barnes : George Dixon
- Denis Germain : Arthur Brown
- Sean Clement : Lucas Hunt
- J. Sean Elliott : Mr. Fleet
- Lorry Ayers : Madame Dupree
- Diana Bentley : Cynthia
- Daniel Falk : Journaliste Matthew Booth
- Michael Iliadis : Journaliste Neil Sutherland
- Dan Karpenchuk : Ingénieur des trains
- Jameson Kraemer : Patron des chemins de fer
- Bruce Beaton : Hoyt O'Bannon
- Peter Valdron : Ed O'Bannon
- Dixie Seatle : Mme. Kitchen
- Marie Lou : Danseuse orientale
- Michael G. Morrison : Entraîneur de George Dixon (non-crédité)

### Épisode 4:De la fugue à la valse
- Canada : 3 novembre 2014 sur CBC
- France : 30 août 2015 sur France 3

- Canada : 1.36 millions de téléspectateurs
- France : 3.24 millions de téléspectateurs

- Anthony Lemke : Père Clements
- Alexandra Castillo (en) : Mary Thompson
- Neil Crone : Procureur de la Couronne Alister Gordon
- Jonathan Higgins : Avocat de la défense Bennett
- David Schurmann : Juge
- Richard Clarkin : Inspecteur Jeffrey Davis
- Matthew Nette : Percival Thompson
- Jeffrey R. Smith : Réceptionniste Rodney James
- Anders Yates : Commis de nuit Charles Prue
- Norman Owen : Conducteur de calèche
- Duane Hall : Jardinier

### Épisode 5:Lune de miel à Manhattan
- Canada : 10 novembre 2014 sur CBC
- France : 6 septembre 2015 sur France 3

- Canada : 1.01 millions de téléspectateurs
- France : 3.57 millions de téléspectateurs

- Cyrus Lane : Roger Newsome
- Scott Gibson : Manfred Larkin
- Bill Lake : Frank Rivers
- Paul Beer : Groom
- Collette Micks : Mme. Haan
- Trevor Hayes : Frederick Fetherstonhagh
- Matthew Olver : Dr. Perry Doolittle
- Sean Arnfinson : Williams
- Donal Foley : Réceptionniste
- Dov Mickelson : Conducteur ivre

### Épisode 6:Une admiration sans limites
- Canada : 17 novembre 2014 sur CBC
- France : 6 septembre 2015 sur France 3

- France : 3.28 millions de téléspectateurs

- Damien Atkins : Owen Hume
- Michael Hanrahan : Dr. Hollis Dempsey
- Will Bowes : Nigel Barnes
- Katherine Barrell : Ruby Rosevear
- Mikaela Bisson : Annie Cranston
- Lynne Griffin : Mme. Dewar
- Nicole Robert : Mme. Richardson
- Damian Atkins : Homme (non-crédité)

### Épisode 7:Un loup dans la bergerie
- Canada : 24 novembre 2014 sur CBC
- France : 13 septembre 2015 sur France 3

- France : 3.37 millions de téléspectateurs

- Brian Kaulback : Agent Hodge
- Stuart Clow : Agent Albert Perkins
- Peter Wildman : Agent Ernest Applebee
- Stephen Chambers : Frank Porter
- Thom Sears : Agent Evans (non-crédité)
- Richard Taylor : Agent à la retraite (non-crédité)
- Thomas Turner : Peter Reed (non-crédité)

### Épisode 8:Haute Tension
- Canada : 1er décembre 2014 sur CBC
- France : 20 septembre 2015 sur France 3

- Canada : 1.32 millions de téléspectateurs
- France : 3.27 millions de téléspectateurs

- Gerry Mendicino : Mr. Rico
- Shiva Negar : Anna Rico
- David Huband : Maire Clarkson
- Kerry Griffin : Mr. McBride
- Dan Beirne : Mr. Mansfield
- Barna Moricz : Frederick Longfellow

### Épisode 9:La mascarade des perdreaux
- Canada : 8 décembre 2014 sur CBC
- France : 27 septembre 2015 sur France 3

- Canada : 1.31 millions de téléspectateurs
- France : 3.51 millions de téléspectateurs

- Dan Lett : Mr. Allen
- Ron Pederson : Lewis Hoffat
- Janet Porter : Eleanor Hoffat
- Ryan Belleville : Ed Ward
- Justin Landry : Bert Grady
- Maria Vacratsis : Miss Glenys Moore
- Winston Spear : Joueur de piano
- J. Paul Nadeau : Homme (non-crédité)

### Épisode 10:Murdoch et le temple de la mort
- Canada : 12 janvier 2015 sur CBC
- France : 4 octobre 2015 sur France 3

- Canada : 1.39 millions de téléspectateurs
- France : 3.36 millions de téléspectateurs

- Athena Karkanis : Dr. Iris Bajjali
- Billy MacLellan : Enoch / Steven Hayes
- Alec Stockwell : Wilton Webb
- Dan Willmott : Ernest Dilton
- Ed Chaplin : Propriétaire
- Alexander Choat : Vendeur
- Cyrus Faird : Bashar Kaba
- Durward Allan : Employé du musée

### Épisode 11:Tout ce qui brille
- Canada : 19 janvier 2015 sur CBC
- France : 11 octobre 2015 sur France 3

- Canada : 1.45 millions de téléspectateurs
- France : 3.52 millions de téléspectateurs

- Katie Messina : Mack
- Glen Gould : Migizi Pimise
- Adam Kenneth Wilson : Jagger Brown
- Ryan Hollyman : Harold Richmond
- Douglas Nyback : Frank Gowdy
- Robin Ward : Charles Arthur McCool
- Billy Merasty : Vieil homme
- Evan Sabba : Edward Graham
- Catherine Bruce : Mme. Graham
- Michael Chwastiak : Barman

### Épisode 12:Le diable s'habille en corset
- Canada : 26 janvier 2015 sur CBC
- France : 18 octobre 2015 sur France 3

- Canada : 1.46 millions de téléspectateurs
- France : 3.22 millions de téléspectateurs

- Zoé De Grand Maison : Nicolette Green
- Robin Brûlé : Eunice Parks
- David Keeley : Gareth Clarke
- Kari Matchett : Miss Heloise
- Courtney Lancaster : Charlotte Tenant
- Taylor McKay : Isabelle Young

### Épisode 13:Les incurables
- Canada : 9 février 2015 sur CBC
- France : 25 octobre 2015 sur France 3

- France : 3.45 millions de téléspectateurs

- Janet-Laine Green : Mrs. Lynd
- Anastasia Phillips : Charlotte
- Daiva Johnston : Eva Pearce
- Emma Campbell : Rose Maxwell
- Tara Nicodemo : Hannah
- Bob Bainborough : Samuel Drainie
- Brandon Crone : Cedric Maxwell
- Chris Whitby : Préposé
- Lauren Spring : Infirmière
- J. Paul Nadeau : Homme

### Épisode 14:Le gang des longs jupons
- Canada : 16 février 2015 sur CBC
- France : 1er novembre 2015 sur France 3

- Canada : 1.37 millions de téléspectateurs
- France : 3.37 millions de téléspectateurs

- Charlie Clements : Charlie Brackenreid
- Laura Carswell : Beatrice Crawford
- Allison Dawn Doiron : Elaine Henshaw
- Karen Knox : Helen Conroy
- Kaitlyn Riordan : Mary Puddle
- Janice Kingsley : Diana White
- Craig Brown : Eddie Crawford
- Hal Eisen : Mr. Jamieson
- Paul Amato : Frank Tipman
- François Klanfer : Propriétaire de la boutique

### Épisode 15:L'habit ne fait pas le moine
- Canada : 23 février 2015 sur CBC
- France : 15 novembre 2015 sur France 3

- Canada : 1.44 millions de téléspectateurs
- France : 3.64 millions de téléspectateurs

- Peter Outerbridge : Père Keegan
- John Paul Ruttan : Jeune Murdoch
- Suzanne Roberts-Smith : Père Lebel
- Michèle Duquet : Madame Benoit
- Jacques Tourangeau : Francois Robichaud
- Genevieve Dufour : Jeanette Rajotte
- Stephen Jackson : Pêcheur
- Charlotte Legault : Abigail Dawlish
- Stephanie Bitten : Mme. Cameron

### Épisode 16:Un mythe s'écroule
- Canada : 16 mars 2015 sur CBC
- France : 8 novembre 2015 sur France 3

- Canada : 1.26 millions de téléspectateurs
- France : 3.10 millions de téléspectateurs

- Ari Cohen : Victor McAllister
- David Chilton : Mr. Chilton
- Helen Johns : Jean Hamilton
- Todd Campbell : Shane Tindall
- Gavin Fox : Le maraudeur masqué / Humber
- Jeff Black : Homme solide
- Ted Ludzik : Le Cosaque
- RJ Skinner : Le gladiateur
- Reuben Jarvis : Beau Randolph Henderson
- Joshua Barilko : Vurugu
- Shane Clinton Jarvis : Entraîneur de lutte (non-crédité)
- Thom Sears : Agent Evans (non-crédité)

### Épisode 17:Un vote à couper le souffle
- Canada : 23 mars 2015 sur CBC
- France : 22 novembre 2015 sur France 3

- Canada : 1.34 millions de téléspectateurs
- France : 3.29 millions de téléspectateurs

- Andrew Stelmack : Dr. William Beattie Nesbitt
- Jeffrey Wetsch : George Marter
- David Talbot : Vernon Snipe
- Justin Goodhand : Elmer Lowrie
- Eric Craig : Patrick Trimble
- Zoe Fraser : Agnes Macphail
- Mishka Thébaud : Alexander Cuddy
- Kent Sheridan : Duncan Hogan
- David Alexander Miller : Sergent Archibald Brookes
- Thomas Saunders : Johannes Schmidt
- J. Craig Sandy : Burt Larsen

### Épisode 18:L'inspecteur perspicace
- Canada : 30 mars 2015 sur CBC
- France : 29 novembre 2015 sur France 3

- Canada : 1.41 millions de téléspectateurs
- France : 3.35 millions de téléspectateurs

- Chris Hoffman : Bernie King
- Peter Krantz : Chasseur de gros gibier
- Jim Annan : Arnold Paulson
- Ruth Madoc-Jones : Mme Richards
- Robert Gerow : Garçon de rue
- Kaitlin Kozell : Jeune Mother
- John Stead : Bill McCann (non-crédité)